# Toniki
Toniki es un enclave comercial situado en Somalia que no ha sido hallado arqueológicamente con seguridad. Próximo a Essina estaría activo durante toda la antigüedad hasta el siglo VI d. C. Su desaparición se ha relacionado con los acontecimientos producidos por la plaga de Justiniano.